# Jüdischer Friedhof (Skwierzyna)
Koordinaten: 52° 35′ 31″ N, 15° 30′ 35″ O

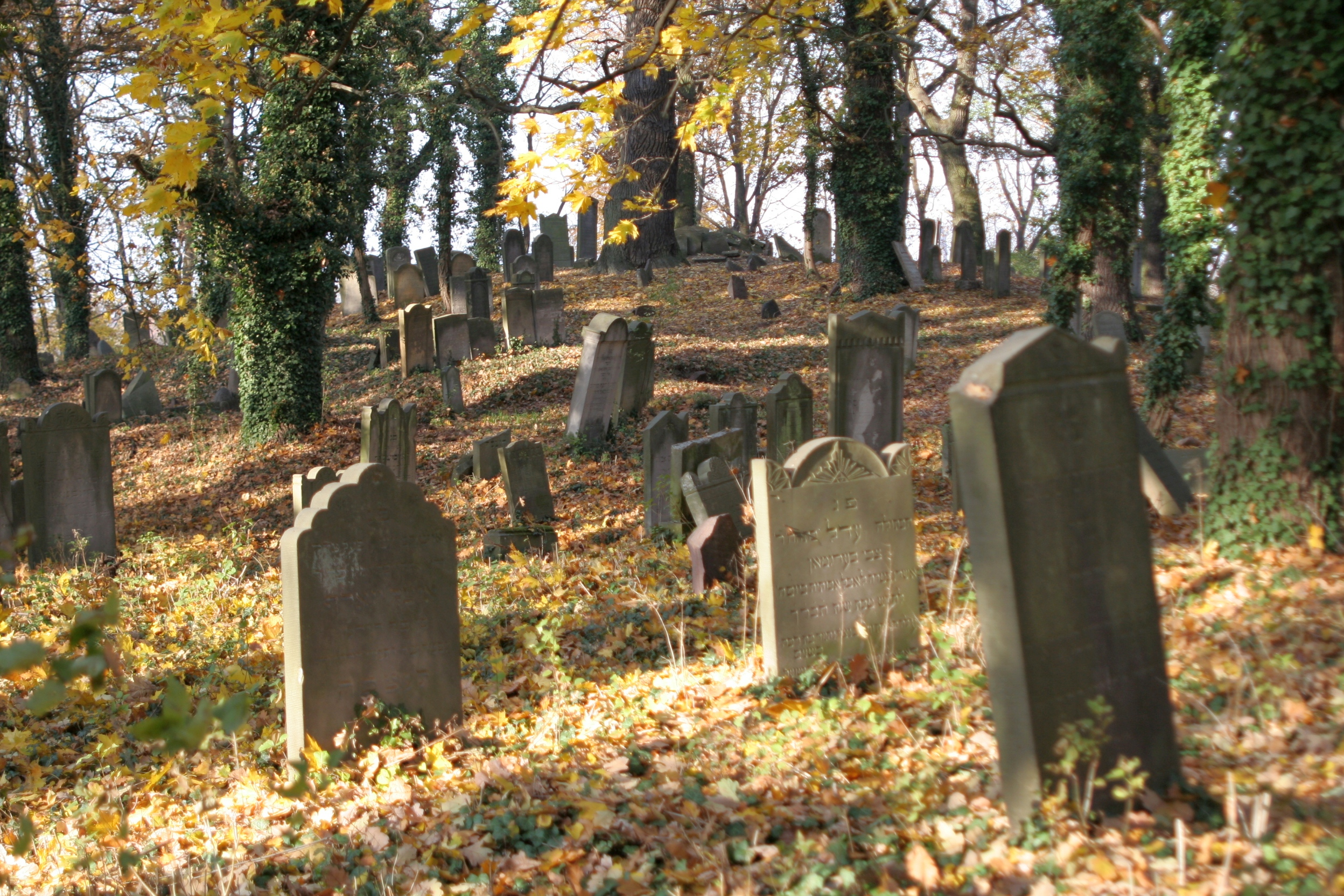
Jüdischer Friedhof in Skwierzyna

Der Jüdische Friedhof Skwierzyna ist ein jüdischer Friedhof in Skwierzyna (deutsch: Schwerin an der Warthe) in der polnischen Woiwodschaft Lebus.
Der Friedhof befindet sich an einer Biegung der südlichen Ausfallstraße der Stadt zwischen zwei dort befindlichen christlichen Friedhöfen. Der Flurname Juden-Busch-Wiese haftet auf dem östlich des Friedhofs anschließenden Gelände.
Im Jahr 2002 erfolgte eine Rekonstruktion des 2,35 ha großen Friedhofs; dabei wurden 247 Grabsteine gezählt. Der älteste erhaltene Grabstein stammt aus dem Jahre 1736.